# Знаменка (Брестская область)
Зна́менка (бел. Знаменка, до 1964 — Дуричи) — агрогородок в Брестском районе Брестской области Беларуси. Административный центр Знаменского сельсовета. Население — 1487 человек (2019).

## География
Агрогородок расположен на правом берегу реки Западный Буг, по которой здесь проходит граница с Польшей, в 27 км по автодорогам к югу от центра Бреста. Через Знаменку проходит автодорога Р94 Брест — погранпереход Домачево. Рядом со Знаменкой находится одноимённый остановочный пункт на железнодорожной линии Брест — Влодава).

## История
Согласно письменным источникам поселение Дуричи известно с конца XV века как шляхетская собственность в Трокском воеводстве Великого княжества Литовского, а после административно-территориальной реформы середины XVI века — в Берестейском воеводстве.
После третьего раздела Речи Посполитой (1795) деревня находилась в составе Российской империи, с 1801 года — в Гродненской губернии, в составе имения Медно. Собственником имения в середине XIX века была графиня Красинская, в 1846 году деревня насчитывала 50 дворов. С 1860 года деревня входила в состав Меднянской волости Брестского уезда Гродненской губернии. В 1866 году — 33 двора, школа и трактир.
В 1890 году деревня была центром Дуричского сельского общества, владевшего 713,3 десятинами земли. Помимо Дуричей, туда входило ещё две деревни. В 1905 году — деревня (327 жителей) и фольварк (14 жителей) той же волости.
В Первую мировую войну с 1915 года оккупирована германскими войсками. Согласно Рижскому мирному договору (1921) деревня вошла в состав межвоенной Польши, где принадлежала гмине Медно Брестского повета Полесского воеводства. По переписи 1921 года в колонии Дуриче было 96 жилых домов и 6 прочих обитаемых зданий, в которых проживало 455 человек (214 мужчин, 241 женщина), из них 454 белоруса и 1 русский (по вероисповеданию — 454 православных и 1 римский католик).
С 1939 года — в составе БССР, в 1940 году деревня насчитывала 184 двора. В Великую Отечественную войну гитлеровцы уничтожили 9 дворов, убили 30 жителей. В северной части деревни располагается братская могила 36 советских воинов и партизан, в 1957 году на могиле установлен обелиск. После войны деревня была перенесена по другую сторону от железной дороги, на прежнем месте теперь находится пограничная застава № 13.
16 июля 1954 года передана из Медновского сельсовета в Страдечский, сельсовет был переименован в Дуричский, деревня Дуричи стала его центром до 1959 года, после чего опять вошла в состав Медновского сельсовета.
30 июля 1964 года Дуричи были переименованы в Знаменку. С 1974 года — центр Знаменского сельсовета. К 2010 году деревня была преобразована в агрогородок.
Действует молочно-товарная ферма в составе ОАО «Остромечево», которая была недавно реконструирована.

## Население
По состоянию на 9 февраля 2023 года в агрогородке насчитывалось 580 хозяйств и проживало 1453 человека, из них 310 моложе трудоспособного возраста, 816 — в трудоспособном возрасте и 327 старше трудоспособного возраста.
| Год  | Численность | Численность |
| ---- | ----------- | ----------- |
| 1846 | 242         | [ 11 ]      |
| 1860 | 282         | [ 11 ]      |
| 1866 | 331         | [ 11 ]      |
| 1905 | 341         | [ 11 ]      |
| 1921 | 455         | [ 11 ]      |
| 1940 | 436         | [ 11 ]      |
| 1959 | 601         | [ 11 ]      |
| 1970 | 1073        | [ 11 ]      |
| 1999 | 1306        |             |
| 2009 | 1324        |             |
| 2019 | 1487        |             |

## Инфраструктура[6]
- Средняя школа (основана в 1953 году, насчитывает 243 ученика и 45 работников);
- Ясли-сад (основан в 1986 году, насчитывает 24 работника и 79 воспитанников);
- Знаменская сельская врачебная амбулатория (10 работников);
- 3 магазина;
- Сельский дом культуры;
- Библиотека;
- Детская школа искусств;

## Культура и религия
В 2021 году была освящена православная церковь иконы Божией Матери «Знамение». Также имеются музей при средней школе и этнографическая комната в Знаменской библиотеке.

## Достопримечательности
- Братская могила советских воинов и партизан (1944).  Историко-культурная ценность Республики Беларусь, шифр 113Д000092[13]
- Обелиск на месте боя пограничников с фашистскими захватчиками[4].